# Mecanumhjul

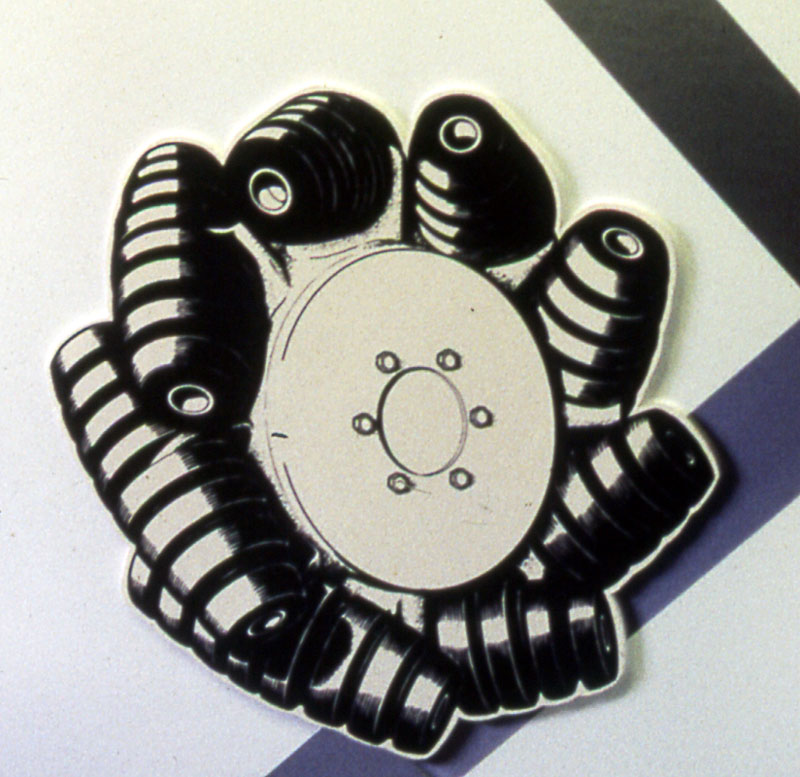
Diagram av hjulet.

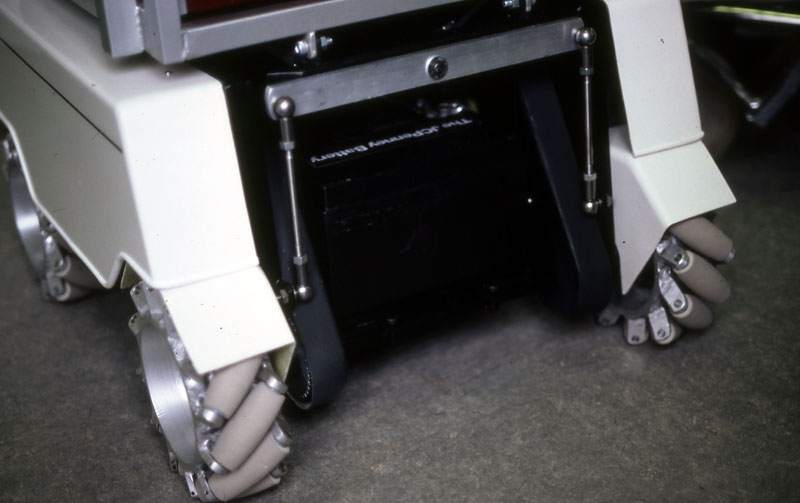
Rullstol med ilonhjul.

Mecanumhjul, även kallat ilonhjul, är ett hjul som kan röra sig i vilken riktning som helst. 
Hjulet består av en rad rullar som är monterade på en cirkelformad ram. Det skapades 1973 och patenterades i Tyskland året efter av den svenske uppfinnaren Bengt Ilon.

Mecanumhjul använt vid förflyttning av last. Blå pil visar hjulens rotationsriktning och röd pil lastens förflyttning.

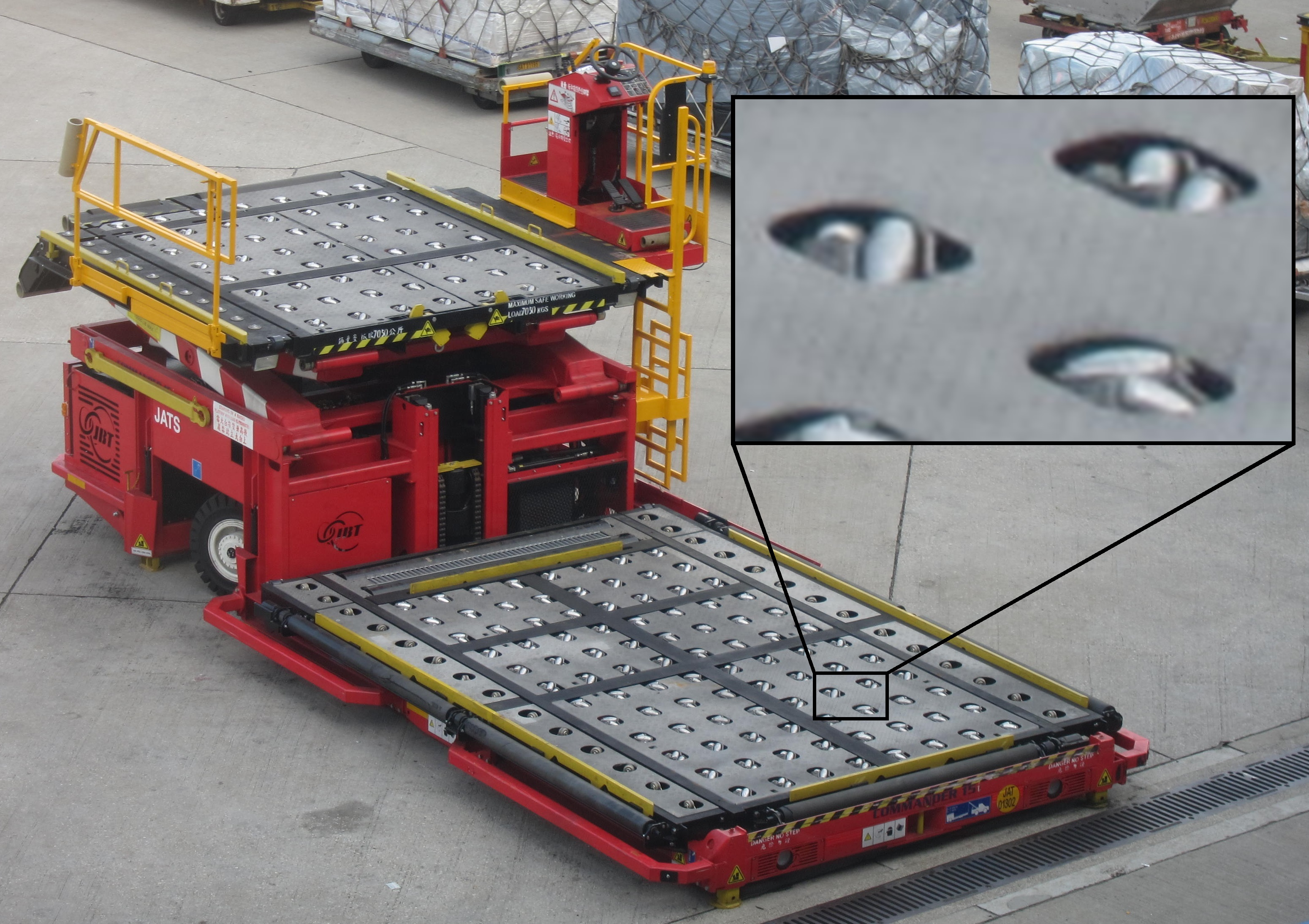
Lastfordon för flygplanscontainrar.